# Strymon acadica
Strymon acadica är en fjärilsart som beskrevs av Edwards 1862. Strymon acadica ingår i släktet Strymon och familjen juvelvingar. Inga underarter finns listade i Catalogue of Life.